# Faiditus plaumanni
Faiditus plaumanni är en spindelart som först beskrevs av Harriet Exline och Levi 1962.  Faiditus plaumanni ingår i släktet Faiditus och familjen klotspindlar. Inga underarter finns listade i Catalogue of Life.